# Jozef Tomko
Jozef Tomko (Udavské, 11 maart 1924 – Rome, 8 augustus 2022) was een Slowaaks geestelijke en kardinaal van de Rooms-Katholieke Kerk.

## Biografie
Tomko studeerde aan de theologische faculteit van de Comenius Universiteit Bratislava en vanaf 1945 aan de Pauselijke Universiteit Gregoriana in Rome. Hij was doctor in de godgeleerdheid, het canoniek recht en de sociale wetenschappen. Hij werd op 12 maart 1949 priester gewijd door de Italiaanse aartsbisschop Luigi Traglia. Omdat intussen de communisten de macht hadden overgenomen in Tsjecho-Slowakije, kon hij niet naar zijn land terugkeren. Dit zou hij pas voor de eerste keer weer kunnen in 1989.
Hij werkte vervolgens tot 1979 als pastor in Rome en Porto-Santa Rufina. In 1962 was hij – daarnaast – in dienst getreden van de Romeinse Curie als medewerker van de afdeling censuur van het Heilig Officie.
Op 12 juli 1979 benoemde paus Johannes Paulus II Tomko tot secretaris-generaal van de Wereld Bisschoppensynode en tot titulair aartsbisschop van Doclea; zijn bisschopswijding vond plaats op 15 september 1979. Als secretaris-generaal woonde hij de Bijzondere Synode van de Bisschoppen van Nederland (1980) bij. Hij was daarnaast verantwoordelijk voor de organisatie van de algemene synode van 1980, over het gezin en dat van 1983 over boete en verzoening. Hoewel hij niet beschikte over speciale ervaring of deskundigheid op het gebied van de missie, benoemde de paus hem in 1985 tot pro-prefect van de Congregatie voor de Evangelisatie van de Volkeren.
Tijdens het consistorie van 25 mei 1985 werd Tomko kardinaal gecreëerd; hij kreeg de rang van kardinaal-diaken. Hij kreeg de Gesù Buon Pastore alla Montagnola als titeldiakonie. Twee dagen later werd hij volwaardig prefect van de Evangelisatiecongregatie. Hij werd - ex officio - ook grootkanselier van de Pauselijke Urbaniana Universiteit. In 1996 opteerde hij voor de orde van de kardinaal-priesters, waarbij hij de Santa Sabina als titelkerk kreeg. In 2001 kreeg hij ontslag als prefect en werd hij opgevolgd door Crescenzio Sepe. In 2002 benoemde de paus hem tot voorzitter van de Pauselijke Commissie voor de Internationale Eucharistische Congressen. Op 1 oktober 2007 legde Tomko deze functie neer.
Tomko overleed op 98-jarige leeftijd.

## Trivia
- Door het overlijden van kardinaal Albert Vanhoye werd Tomko op 29 juli 2021 het oudste lid van het College van Kardinalen. Dit bleef hij tot zijn eigen overlijden op 8 augustus 2022.

- Bibliothèque nationale de France: cb120300649 (data)
- Gemeinsame Normdatei: 120436507
- International Standard Name Identifier: 0000 0000 7139 0350
- Library of Congress Control Number: n84024712
- Nationale Bibliotheek van Tsjechië: jn20020326010
- Nationale Bibliotheek van Polen: a0000002604736
- Réseau des bibliothèques de Suisse occidentale: 02-A018148917
- Istituto Centrale per il Catalogo Unico: CFIV052164
- Système universitaire de documentation: 028471849
- Virtual International Authority File: 39392191